# Parque nacional de Gunung Leuser
El Parque Nacional de Gunung Leuser está situado en el norte de Indonesia en Sumatra, a caballo entre las provincias de Aceh y de  Sumatra del Norte. En él se encuentra el Monte Leuser, que llega a los 3.381 metros.

## Geografía
El parque tiene una superficie de 7.927 km². Es muy notable porque contiene el santuario de orangutanes de Bukit Lawang.
Con los parques nacionales Bukit Barisan Selatan y Kerinci Seblat, Gunung Leuser forma de la denominación «Patrimonio de los bosques tropicales ombrófilos de Sumatra» incluido en la Lista del Patrimonio Mundial de la UNESCO.

## Ecología
El Parque Nacional de Gunung Leuser es uno de los dos lugares donde aún se encuentran orangutanes, concretamente el orangután de Sumatra. En 1971, Herman Rijksen construyó la estación de investigación de Ketambe, que está especializada en la investigación sobre estos primates.

## Riesgos
En noviembre de 1995 el Gobierno de Langkat propuso construir una carretera para conectar Sapo Padang, un enclave en el interior del parque.
Las 34 familias que viven en el enclave han formado una cooperativa para desarrollar una plantación de aceite de palma. Esta solicitud fue aceptada y el proyecto ha dado lugar a la deforestación de 42,5 km².